# 狂戀高校生
《狂戀高校生》（日语：ラブ&ポップ，又译：爱与时尚）是1998年上映的日本电影，改编自村上龍的同名小说，以女高中生援助交际为题材。是动画导演庵野秀明执导的首部真人实拍电影，由三輪明日美主演。并荣获第20届横滨电影节最佳新人导演奖（庵野秀明）和最佳新人演员奖（三輪明日美）。

## 简介
高中生裕美和朋友一起来到澀谷挑选暑假里去宫古岛游玩的泳衣。在商场她看中了一款标价12万8千円的戒指，想凭个人买下这戒指。得在营业结束前筹得足够的钱，于是，同有奇怪嗜好的大叔一起去卡拉OK、同变态青年一起去影碟出租店，最后同一个青年进了时钟酒店……通过一系列的援助交际，还是失败了。然而通过这场经历，裕美获得了成长，也决定不再援助交际。

## 演职员

### 演員
- 吉井裕美 - 三輪明日美
- 野田知佐 - 希良梨
- 横井奈緒 - 工藤浩乃
- 高橋千恵子 - 仲间由纪惠
- 裕美的姐姐 - 三輪ひとみ（日语：三輪ひとみ）
- Kagegawa - 平田满
- Yoshimura - 吹越满
- Yazaki - モロ師岡（日语：モロ師岡）
- Uehara - 手塚通（日语：手塚とおる）
- Kobayashi - 渡边一计
- Captain EO - 淺野忠信
- 电台主持人 (声) - 三石琴乃
- Yoshio (声) - 石田彰
- 留言系统音 (声) - 林原惠
- 裕美的母親 - 岡田奈奈
- 裕美的父親 - 森本レオ

### 製作
- 导演：庵野秀明（新人）
- 原作：村上龍
- 剧本：薩川昭夫（日语：薩川昭夫）
- 撮影：柴主高秀
- 录音：橋本泰夫
- 友情准导演：摩砂雪
- 配乐：光宗信吉
- 主題歌：三輪明日美「あの素晴しい愛をもう一度」
- 剪辑：奥田浩史（日语：奥田浩史）
- 友情特殊技術：樋口真嗣
- デジタル操演：尾上克郎（日语：尾上克郎）
- 花絮撮影担当：カンパニー松尾（日语：カンパニー松尾）、バクシーシ山下（日语：バクシーシ山下）
- 製作人：南里幸（シネバザール）
- 制作：鶴賀谷公彦、木村利明
- 製作統括：大月俊倫
- 製作協力：シネバザール
- 製作・发行：Love & Pop製作機構

## 幕后
- 电影中饰演姐妹的三輪明日美（あすみ）、三輪ひとみ，现实是三姐妹中的两人，还有一个妹妹为三輪恵未（めぐみ）。
- 电影前部分采用大量特殊的拍摄角度，在日常中寻求非日常。以及大量鱼眼镜头和第一人称视角(self-cam)。
- 片尾曲原本预定为主角4人女高中生穿着制服及泳衣在宮古島的海边游玩，实际也拍摄制作完成了。最后换成了伴随着三輪明日美演唱的主题歌「あの素晴しい愛をもう一度」，4人在澀谷川徒步前进并溅起水花这种带有象征意味的演出。
- 全片以手持DV（4：3）拍摄，片尾曲则以摄影机（16：9）拍摄。原宮古島ED也是DV（4：3）拍摄。

## 受賞
- 第20届横滨电影节 BEST10：第7位
  - 新人監督賞：庵野秀明
  - 最優秀新人賞：三輪明日美
- 第8届日本电影专业大奖（日语：日本映画プロフェッショナル大賞）BEST10 第3位[3]
- 第72届電影旬報十佳 日本电影第14位[4]

## 脚注
1. . 今周刊. 2000-10-01  [2021-02-07]. （原始内容存档于2019-04-10） （中文（臺灣））.
2. ↑  . 香港01. 2018-08-09  [2021-02-07]. （原始内容存档于2019-04-10） （中文（香港））.
3. ↑  .   [2017-09-18]. （原始内容存档于2018-10-18）.
4. ↑  .   [2017-09-18]. （原始内容存档于2020-01-05）.